# Katie Mitchell

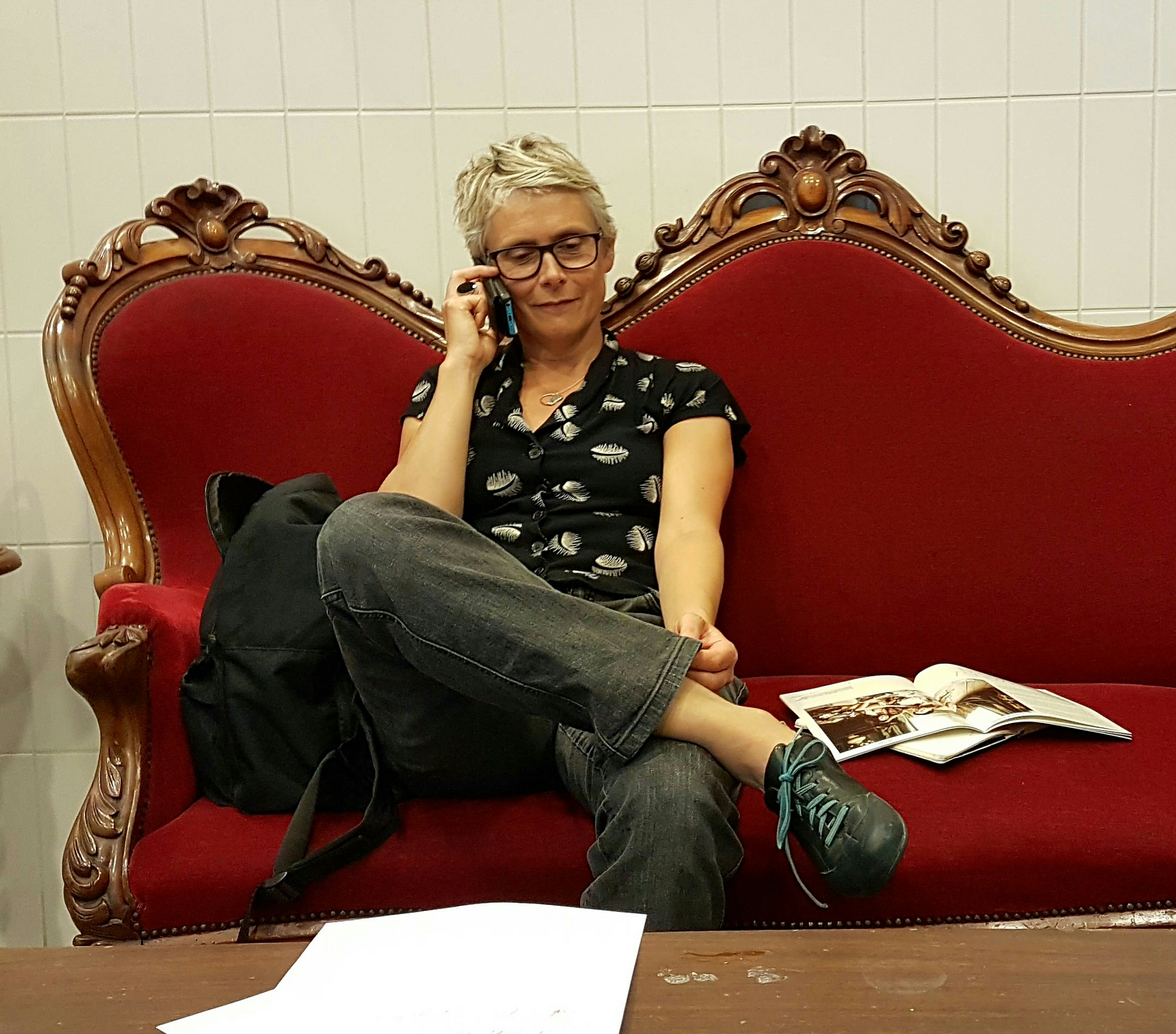
Katie Mitchell in 2016 in Amsterdam

Katie Mitchell (Reading, 23 september 1964) is een Brits toneel-, opera- en filmregisseur. Mitchells naamsbekendheid in Nederland is vooral te danken aan haar operaregies bij De Nederlandse Opera en het festival Brandstichter in de Amsterdamse Stadsschouwburg in 2015, waarin zij in het middelpunt stond.

## Biografische schets
Katie Mitchell groeide op in het kleine dorp Hermitage (Berkshire) en kreeg haar middelbareschoolopleiding op Oakham School, een in 1584 opgerichte particuliere school. Daarna studeerde ze Engels aan het Magdalen College van de Universiteit van Oxford.
Mitchell kreeg op 41-jarige leeftijd een dochter, Edie, waarna ze ook kindervoorstellingen ging regisseren. Haar favoriete kunstenaars zijn de schilder Mark Rothko en de danseres/choreografe Pina Bausch; als favoriete film noemde ze Tarkovski's plotloze De spiegel (1975). Ze is milieubewust en een voorstander van duurzame ontwikkeling. Sinds 2011 reist ze, vanwege de hoge CO2-uitstoot, niet meer per vliegtuig, ondanks het feit dat haar carrière op dat moment een hoge vlucht had genomen en ze jaarlijks tot veertig vluchten maakte tussen haar woonplaats in Engeland en haar werk met voornamelijk Duitstalige theater- en operagezelschappen.

## Loopbaan
Mitchell begon haar theatercarrière in het Londense King's Head Theatre, aanvankelijk achter de schermen, later als assistent-regisseur, waarbij ze onder andere werkte met de Royal Shakespeare Company. In diezelfde periode regisseerde ze een aantal producties met haar eigen gezelschap Classics On A Shoestring.
In 1997 won ze de Evening Standard Award voor beste regisseur van 1996 met haar regie bij de Royal Shakespeare Company van The Phoenician Women. In 2009 maakte ze haar debuut zowel bij de English National Opera en het Royal Opera House, beide in Londen, als bij de prestigieuze Salzburger Festspiele, waar ze Luigi Nono's opera Al gran sole carico d'amore regisseerde. Dat jaar betekende haar internationale doorbraak, vooral toen ze met haar productie Wunschkonzert (voor Schauspiel Köln) werd uitgenodigd op het prestigieuze Berliner Theatertreffen. Hierna werkte Mitchell, die een groot bewonderaar is van de Duitse choreografe Pina Bausch, merendeels in Duitstalige landen, waar zij een veelgevraagd gastregisseur is bij onder andere Schauspiel Köln in Keulen, Deutsches Schauspielhaus in Hamburg, Schaubühne am Lehniner Platz in Berlijn en het Burgtheater in Wenen. In 2016 waren van haar, voor het eerst in vele jaren, meerdere producties tegelijkertijd in diverse theaters in haar woonplaats Londen te zien zijn, onder andere Lucia di Lammermoor in het Royal Opera House, Cleansed in het Royal National Theatre, Ophelias Zimmer in het Royal Court Theatre en The Forbidden Zone in het Barbican Centre. Dit laatste stuk dateert uit 2014 en wordt gespeeld door acteurs van de Schaubühne am Lehniner Platz. De voorstelling is een complexe samensmelting van theater en film op een tekst van Duncan Macmillan over de vrouw en kleindochter van de uitvinder van het gifgas en Zyklon B, de Joodse Nobelprijswinnaar Fritz Haber. In 2017 regisseerde ze Janáčeks opera Jenůfa bij Grange Park Opera.
In Nederland debuteerde Mitchell in 2011 bij de De Nederlandse Opera met haar operaregie van Manfred Trojahns Orest (door De Volkskrant een "onmuzikale regie" genoemd). Een jaar later regisseerde zij, eveneens bij DNO, George Benjamin's Written on Skin (met onder anderen Bejun Mehta), een regie die in het algemeen goed ontvangen werd. In 2015 was Katie Mitchell het middelpunt van het festival Brandstichter in de Stadsschouwburg Amsterdam. Uitgevoerd werden haar stukken Trauernacht (een theatrale uitvoering van 14 Bach-cantates door zangers van de Talent-afdeling van DNO en acteur Hugo Koolschijn), Atmen (een "ekomedie" over milieuvervuiling en overbevolking; uitgevoerd door de Schaubühne am Lehniner Platz), Alles Weitere kennen Sie aus dem Kino (gebaseerd op Fenicische vrouwen) en Beckett's Glückliche Tage (beide uitgevoerd door Deutsches Schauspielhaus, Hamburg). Tevens was in het festival het eerdergenoemde The Forbidden Zone te zien, dat na Amsterdam ook in het Théâtre de Liège in Luik speelde. In 2016 ging haar regie van De meiden van Jean Genet bij Toneelgroep Amsterdam in première. In 2018 waren in Amsterdam twee operaregies van haar te zien: George Benjamins Lessons in Love and Violence en Janáčeks Jenůfa.
In 2011 maakte Mitchell in opdracht van het Victoria and Albert Museum de videoinstallatie Five Truths, geïnspireerd door de vijf, volgens haar, meest invloedrijke Europese theaterregisseurs van de 20e eeuw. De Britse actrice Michelle Terry speelt daarin vijfmaal Ophelia's 'waanzinsscène' uit Hamlet, elke keer in een stijl zoals, volgens Mitchell, Konstantin Stanislavski, Antonin Artaud, Bertolt Brecht, Jerzy Grotowski en Peter Brook dat gedaan zouden hebben. De multiscreen videoinstallatie was voor het eerst te zien in het Théâtre de la Ville in Parijs en daarna in vele andere steden, onder andere in Amsterdam in 2015.
Vanwege het heftige karakter van haar regies, is Katie Mitchell in de theaterwereld controversieel. De Britse krant The Guardian noemde haar werk "baanbrekend en briljant". In haar werk legt ze de vinger op de zere plekken in onze maatschappij, haar thematiek varieert van oorlog en misbruik tot milieuproblematiek. Daarbij bekijkt ze die thema's meestal vanuit het perspectief van de onderdrukte, ondergeschikte of lijdende vrouw.
In 2009 werd Mitchell onderscheiden met de benoeming tot Officier in de Orde van het Britse Rijk.

## Selectie van theater- en operavoorstellingen en films

### Theater

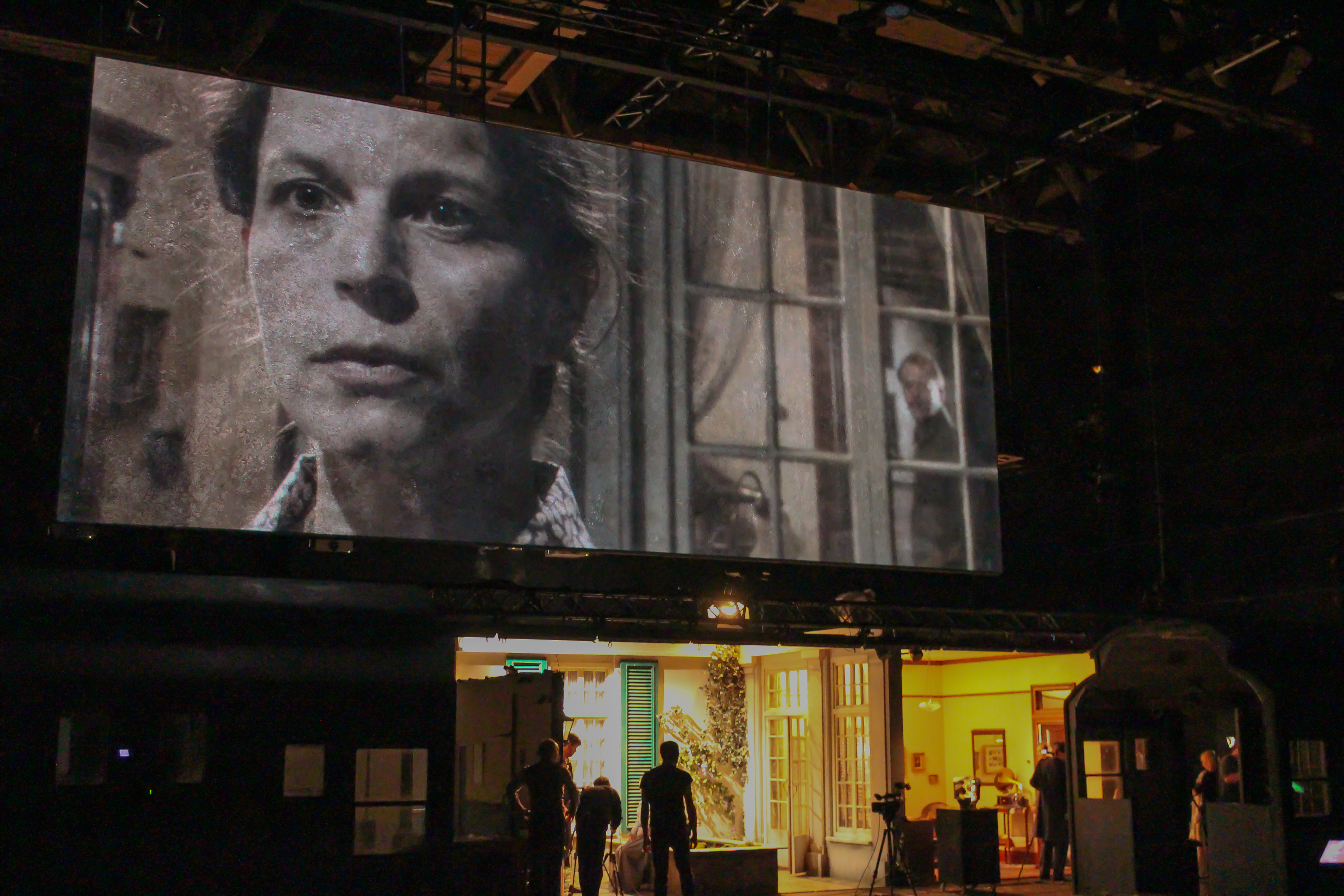
Scène uit The Forbidden Zone

- 1994: Rutherford and Son, van Githa Sowerby
- 1995: The Machine Wreckers (Die Maschinenstürmer), van Ernst Toller
- 1996: The Phoenician Women, van Euripides
- 2000: Oresteia, bewerking van Ted Hughes naar de trilogie van Aeschylus
- 2000: The Country, van Martin Crimp
- 2002: Ivanov, van Anton Tsjechov
- 2003: Drie Zusters, van Anton Tsjechov
- 2004: Iphigeneia in Tauris, van Euripides
- 2005: A Dream Play, van August Strindberg
- 2006: The Seagull, bewerking van Martin Crimp van Anton Tsjechov's De meeuw
- 2007: Waves, gebaseerd op Virginia Woolfs The Waves
- 2007: Attempts on Her Life, van Martin Crimp
- 2007: Women of Troy, van Euripides
- 2008: The City, van Martin Crimp
- 2008: ...Some trace of her, gebaseerd op Fjodor Dostojevski's De idioot
- 2008: The Maids (Les bonnes) van Jean Genet, Zweden
- 2008: Wunschkonzert, van Franz Xaver Kroetz, Schauspiel Köln, Keulen
- 2009 : Pains Of Youth, bewerking van Martin Crimp van Ferdinand Bruckner's Krankheit der Jugend, Royal National Theatre, Londen
- 2009: The Cat In The Hat, van Dr. Seuss, Royal National Theatre en Young Vic, Londen
- 2010: Fraulein Julie naar August Strindberg, Schaubühne am Lehniner Platz, Berlijn
- 2010: Beauty And The Beast, van Lucy Kirkwood, Royal National Theatre
- 2011: Die Wellen, gebaseerd op Virginia Woolfs The Waves, Schauspiel Köln
- 2011: Wastwater, van Simon Stephens, Royal Court Theatre, Londen
- 2011: A Woman Killed With Kindness, van Thomas Heywood, Royal National Theatre, Londen
- 2012: The Trial of Ubu Roi', van Simon Stephens, Hampstead Theatre, Londen
- 2012: Reise durch die Nacht, van Friederike Mayröcker, Schauspiel Köln
- 2012: Die Ringe des Saturn, van W. G. Sebald, Festival van Avignon
- 2012: Ten Billion, van Katie Mitchell en Stephen Emmott, Festival van Avignon
- 2013: Die gelbe Tapete, naar Charlotte Perkins Gilman, Schaubühne am Lehniner Platz, Berlijn
- 2013: Atmen, van Duncan Macmillan, Schaubühne am Lehniner Platz (in maart 2015 in Amsterdam)
- 2013: Alles Weitere kennen Sie aus dem Kino, van Martin Crimp, Deutsches Schauspielhaus, Hamburg (in maart 2015 in Amsterdam)
- 2013: The House Taken Over, van Vasco Mendonça, Festival Aix-en-Provence (in september 2013 in deSingel in Antwerpen)[7]
- 2014: 2071, van Duncan Macmillan, Royal Court Theatre, Londen
- 2014: Wunschloses Unglück, van Peter Handke, Burgtheater (locatie Kasino am Schwarzenbergplatz), Wenen
- 2014: Forbidden Zone, van Duncan Macmillan, Salzburger Festspiele en Schaubühne am Lehniner Platz (in 2015 in Amsterdam en Luik)
- 2014: Trauernacht, theatrale uitvoering van Bach-cantates, Festival Aix-en-Provence (in 2015 in Amsterdam)
- 2015: Glückliche Tage, van Samuel Beckett, Deutsches Schauspielhaus, Hamburg (tevens in Amsterdam)
- 2015: Reisende auf einem Bein, van Herta Müller, Deutsches Schauspielhaus, Hamburg
- 2015: Ophelias Zimmer, van Alice Birch naar William Shakespeare, Schaubühne am Lehniner Platz (in 2016 in Londen)
- 2016: Cleansed, van Sarah Kane, Royal National Theatre, Londen
- 2016: Schatten (Eurydice sagt), van Elfriede Jelinek, Schaubühne am Lehniner Platz, Berlin
- 2017: Anatomy of a Suicide, van Alice Birch, Royal Court Theatre, Londen
- 2019: Orlando, van Virginia Woolf, Schaubühne am Lehniner Platz, Berlijn
- 2021: Little scratch, van Rebecca Watson (bewerkt door Miriam Battye), Hampstead Theatre, Londen

### Opera
- 1996: Don Giovanni, van Wolfgang Amadeus Mozart
- 1998: Jenůfa, van Leoš Janáček
- 2001: Káťa Kabanová, van Leoš Janáček
- 2003: Jephtha, oratorium van Georg Friedrich Händel
- 2007: Matthäus-Passion, oratorium van Johann Sebastian Bach, Glyndebourne Opera Festival
- 2009: After Dido, gebaseerd op Henry Purcell's Dido and Aeneas, English National Opera en Young Vic
- 2009: Parthenogenesis, van Michael Symmons Roberts en James MacMillan, Royal Opera House, Londen
- 2009: Al gran sole carico d'amore, van Luigi Nono, Salzburger Festspiele, daarna Staatsoper Unter den Linden, Berlijn
- 2010: Idomeneo, van Wolfgang Amadeus Mozart, English National Opera, Londen
- 2011: Clemency, van James MacMillan en Michael Symmons Roberts, Royal Opera House, Londen
- 2012: Written on Skin, van Martin Crimp en George Benjamin, wereldpremière Festival van Aix-en-Provence, daarna in Amsterdam, Wenen, Toulouse, Londen en Florence
- 2013: Le vin herbé, van Frank Martin, Staatsoper Unter den Linden, Berlijn (herneming in 2016)
- 2014/2016: Footfalls|Neither, van Morton Feldman, Staatsoper (locatie Schiller-Theater), Berlijn
- 2015: Alcina, van Georg Friedrich Händel, Festival van Aix-en-Provence
- 2016: Lucia di Lammermoor, van Gaetano Donizetti, Royal Opera House, Londen
- 2016: Pelléas et Mélisande, van Claude Debussy, Festival van Aix-en-Provence
- 2017: Jenůfa, van Leoš Janáček, Grange Park Opera
- 2018: Lessons in Love and Violence, van Martin Crimp en George Benjamin, coproductie van o.a. Royal Opera House & De Nationale Opera

### Film
- 2004: The Turn of the Screw,  filmregistratie van Benjamin Britten's opera

- Bibsys: 3114045
- Bibliothèque nationale de France: cb165907568 (data)
- Gemeinsame Normdatei: 137261225
- International Standard Name Identifier: 0000 0003 6801 8699
- Library of Congress Control Number: no2002088673
- Nationale Bibliotheek van Letland: 000242932
- MusicBrainz: 53cbcdba-9566-47f5-9487-0e579dc6839a
- Nationale Bibliotheek van Tsjechië: xx0156057
- Nationale Bibliotheek van Israël: 987007449776805171
- Système universitaire de documentation: 193493306
- Virtual International Authority File: 81476904
- WorldCat: E39PBJkdjm3B8xMx7WhykmBVmd